# Hauptidia rivularis
Hauptidia rivularis är en insektsart som först beskrevs av Rauno E. Linnavuori 1962.  Hauptidia rivularis ingår i släktet Hauptidia och familjen dvärgstritar.
Artens utbredningsområde är Israel. Inga underarter finns listade i Catalogue of Life.